# Staropole (powiat tomaszowski)
Staropole – wieś w Polsce położona w województwie łódzkim, w powiecie tomaszowskim, w gminie Żelechlinek.
W latach 1975–1998 miejscowość położona była w województwie piotrkowskim.